# Vanessa Hudgens
Vanessa Anne Hudgens (Salinas, 14 dicembre 1988) è un'attrice, cantante e ballerina statunitense.
Ha raggiunto la popolarità nel 2006 grazie al ruolo di Gabriella Montez in High School Musical, film Disney per la televisione, e nei suoi seguiti: High School Musical 2 e High School Musical 3: Senior Year. Vanessa è inoltre apparsa in molte serie televisive tra cui Give Me Five e Still Standing. Nel 2009 ottiene il consenso della critica per il suo ruolo nel film Bandslam.
In contemporanea alla carriera da attrice, la Hudgens pubblica il suo album di debutto V il 26 settembre 2006, entrando nella Billboard 200 alla 24ª posizione, ottenendo il disco d'oro. Il suo secondo album, Identified viene pubblicato il 1º luglio 2008 negli Stati Uniti.

## Biografia

### Infanzia ed inizi
È nata a Salinas da padre statunitense di origini irlandesi e native americane, Greg Hudgens (morto di tumore il 31 gennaio 2016) e da madre filippina originaria di Manila, Gina Guangco. Cresciuta a San Diego (in California), ha una sorella minore, Stella, anche lei attrice.
All'età di otto anni inizia a prendere parte a musical come cantante e appare anche in produzioni locali come Carousel, Il mago di Oz nel ruolo di un Munchkin, The Music Man.

### Debutto
Fece il suo debutto nel film Thirteen - 13 anni, nel ruolo di Noel, e nel 2004 nel film estivo Thunderbirds, nel ruolo di Tin-Tin.
Le sue apparizioni televisive includono ruoli in Give Me Five, Still Standing, The Brothers García e Zack e Cody al Grand Hotel, interpretando Corrie, una compagna di classe di Maddie e London. L'attrice è anche apparsa nella serie Drake & Josh nei panni della ragazza di Drake, Rebecca.

### L'esperienza diHigh School Musical

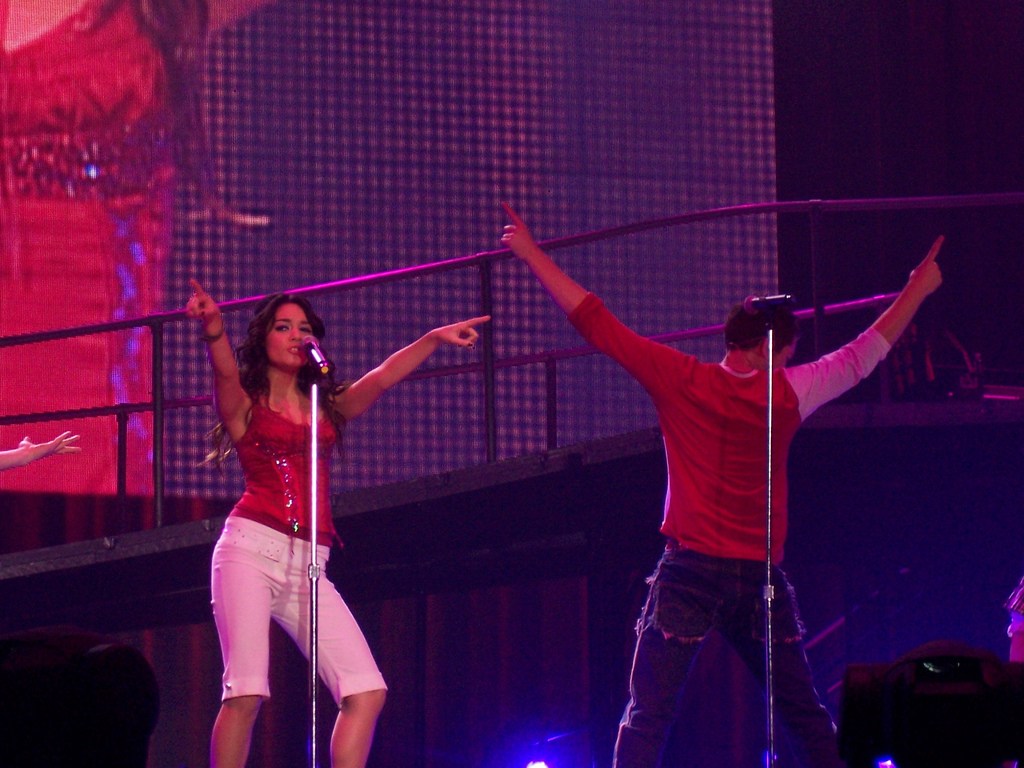
Vanessa Hudgens canta con Drew Seeley al High School Musical: Il concerto nel 2007

Il ruolo per cui Vanessa Hudgens è conosciuta è quello della timida Gabriella Montez in High School Musical. Il film ha riscosso un enorme successo e nel 2006, lo stesso anno in cui fu lanciato il film, vinse un premio insieme a Zac Efron, interprete di Troy Bolton in High School Musical, al Teen Choice Awards.
Dopo il film, la ragazza ha partecipato all'High School Musical Concert insieme alle altre star Ashley Tisdale, Corbin Bleu, Lucas Grabeel e Monique Coleman. L'anno successivo venne riassunta per lo stesso ruolo nel seguito di High School Musical, High School Musical 2, girato a Salt Lake City, nello Utah sempre da Kenny Ortega.
Visto il successo dei due film girati, la Hudgens ha preso parte a High School Musical 3: Senior Year.

### Progetti recenti

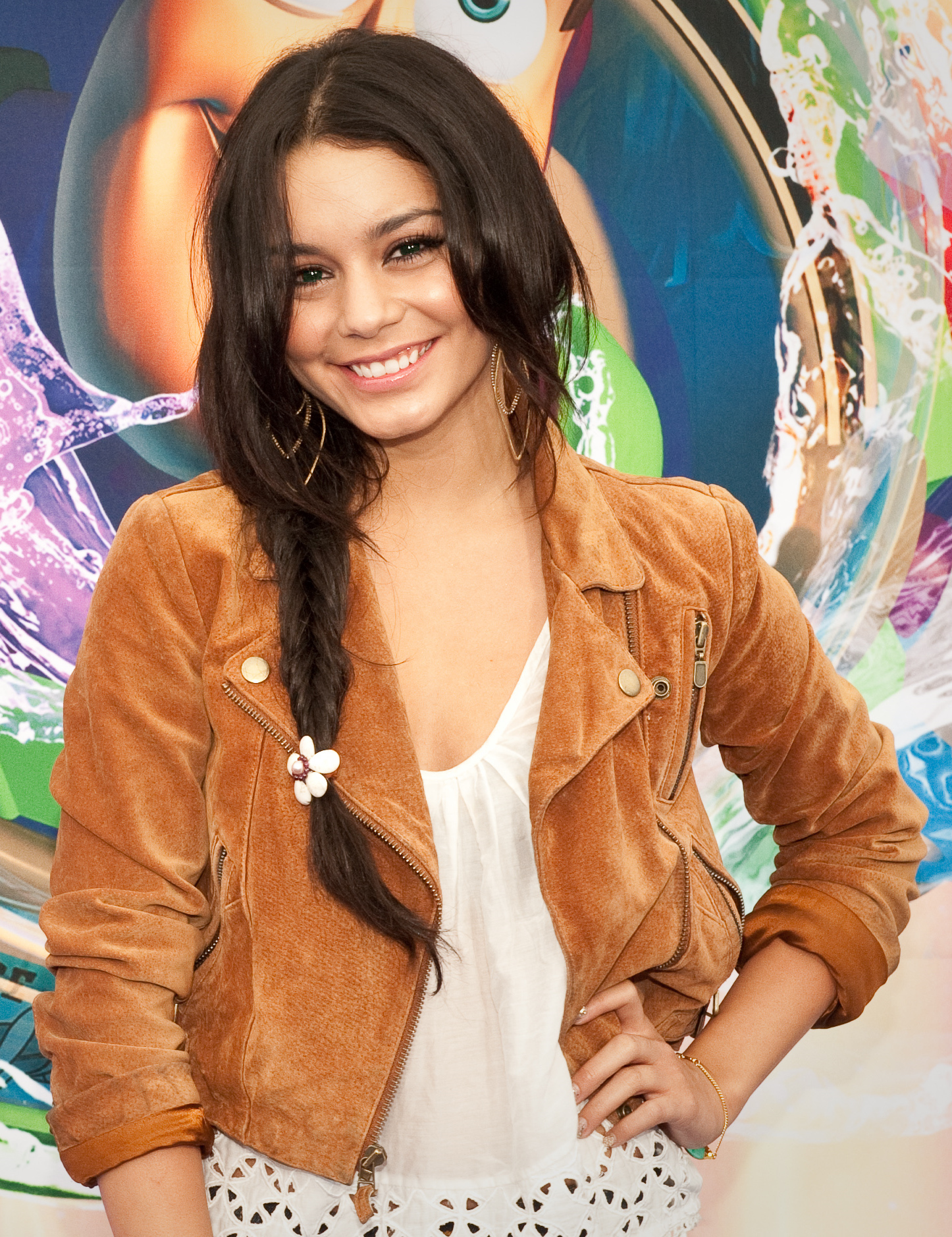
Vanessa Hudgens nel 2010

Nel 2009 ha recitato nel film Bandslam - High School Band. Nell'estate 2010 Beastly, ispirato al libro di Alex Flinn. Successivamente interpreta Blondie in Sucker Punch, un film di Zack Snyder. Nel 2012 ha recitato nel film Viaggio nell'isola misteriosa, sequel di Viaggio al centro della Terra. Sempre nel 2012 viene scelta come protagonista del film Non lasciarmi sola dal regista Ron Krauss. Sempre nel 2012 è nel cast di Spring Breakers - Una vacanza da sballo, di Harmony Korine, affiancata da Selena Gomez, James Franco, Ashley Benson, Rachel Korine e Heather Morris. Il film viene presentato per la prima volta il 5 settembre alla 69ª Mostra internazionale d'arte cinematografica di Venezia con i protagonisti.
Nel 2013, Vanessa recita in quattro produzioni, tra cui il successo internazionale Machete Kills.
Nel 2015 debutta a Broadway con il musical Gigi insieme a Victoria Clark, Howard McGillin e Dee Hoty. Nello stesso anno, Vanessa recita anche nel film Freaks Of Nature. Nel 2016 recita invece in un remake televisivo di Grease: il film viene mandato in onda nel momento stesso in cui vengono eseguite le riprese; la Hudgens va in scena nonostante suo padre sia morto poche ore prima dello show. Dal 2017 è protagonista della serie della NBC Powerless. Nel 2018 recita al fianco di Jennifer Lopez nel film Ricomincio Da Me ed è la protagonista del film Netflix Nei panni di una principessa, in cui interpreta ben due ruoli. Nel 2019 recita invece nel nor-action Polar e nel film natalizio di Netflix Un cavaliere per Natale.
Nel 2020 recita assieme a Will Smith e Martin Lawrence nel terzo capitolo del franchise Bad Boys, Bad Boys for Life.

### Carriera musicale
Dopo il grande successo ottenuto con la serie di High School Musical, progetto che l'ha impegnata anche come cantante sia per quanto riguarda le colonne sonore che i tour, Vanessa Hudgens ha debuttato anche come cantante vera e propria attraverso la casa discografica della Disney, la Hollywood Records. Il primo album di Vanessa, intitolato semplicemente V, è stato pubblicato alla fine del mese di settembre. Il videoclip del suo primo singolo, Come Back to Me fu trasmesso per la prima volta dopo la première mondiale del film Cheetah Girls 2 alla fine di agosto. La versione ufficiale è stata trasmessa il 16 marzo 2007 su Disney Channel. Nel videoclip del suo secondo singolo Say OK è visibile anche Zac Efron.
Il secondo album di Vanessa, intitolato Identified, è stato pubblicato nel 2008 sempre via Hollywood Records. Il disco è stato anticipato dal singolo Sneakernight. Alla pubblicazione del progetto fa seguito un tour. Questa seconda era discografica, ha portato a risultati commerciali inferiori alla precedente, spingendo dunque Vanessa e la Hollywood Records a interrompere la loro collaborazione immediatamente dopo la pubblicazione di High School Musical 3.
Successivamente, l'artista ha messo da parte la sua carriera musicale, ricominciando a pubblicare brani inediti soltanto nel 2017, anno in cui ha preso parte al singolo di Shawn Hook Reminding Me. Segue nel 2018 un'altra collaborazione: si tratta di Lay With Me, singolo dei produttori Phantoms. In aggiunta a ciò, nel 2016 Vanessa realizza della musica per la colonna sonora del remake di Grease, a cui prende parte come attrice.
La Hudgens in questi anni ha inoltre condotto alcuni eventi musicali televisivi come i Billboard Music Awards 2017.

## Vita privata
Ha avuto una relazione con Zac Efron, durata 5 anni, dal 2005 al 2010. Dal settembre 2011 al gennaio 2020, è stata fidanzata con l'attore Austin Butler. 
Dal dicembre dello stesso anno è legata al giocatore di baseball Cole Tucker. La coppia si è sposata il 2 dicembre 2023 e ha avuto il primo figlio nel 2024. A luglio 2025, annuncia di essere in attesa del secondo figlio.

## Filmografia

### Cinema
- Thirteen - 13 anni (Thirteen), regia di Catherine Hardwicke (2003)
- Thunderbirds, regia di Jonathan Frakes (2004)
- High School Musical 3: Senior Year, regia di Kenny Ortega (2008)
- Bandslam - High School Band (Bandslam), regia di Todd Graff (2009)
- Beastly, regia di Daniel Barnz (2011)
- Sucker Punch, regia di Zack Snyder (2011)
- Viaggio nell'isola misteriosa (Journey 2: The Mysterious Island), regia di Brad Peyton (2012)
- Il cacciatore di donne (The Frozen Ground), regia di Scott Walker (2013)
- Non lasciarmi sola (Gimme Shelter), regia di Ron Krauss (2013)
- Machete Kills, regia di Robert Rodriguez (2013)
- Spring Breakers - Una vacanza da sballo, regia di Harmony Korine (2013)
- Choose You, regia di Spike Jonze, Chris Milk (2013) - cortometraggio
- Scherzi della natura (Freaks of Nature), regia di Robbie Pickering (2017)
- Dog Days, regia di Ken Marino (2018)
- Ricomincio da me (Second Act), regia di Peter Segal (2018)
- Nei panni di una principessa (The Princess Switch), regia di Mike Rohl (2018)
- Polar, regia di Jonas Åkerlund (2019)
- Un cavaliere per Natale, regia di Monika Mitchell (2019)
- Bad Boys for Life, regia di Adil El Arbi e Bilall Fallah (2020)
- Nei panni di una principessa: Ci risiamo! (The Princess Switch: Switched Again), regia di Mike Rohl (2020)
- Tick, Tick... Boom!, regia di Lin-Manuel Miranda (2021)
- Nei panni di una principessa: Inseguendo la stella (The Princess Switch 3: Romancing the Star), regia di Michael Rohl (2021)
- La giusta vendetta (Asking for It), regia di Eamon O'Rourke (2022)
- French Girl, regia di James A. Woods e Nicolas Wright (2024)
- Bad Boys: Ride or Die, regia di Adil El Arbi e Bilall Fallah (2024)

### Televisione
- Still Standing – serie TV, episodio 1x04 (2002)
- Robbery Homicide Division – serie TV, episodio 1x10 (2002)
- The Brothers García – serie TV, episodio 4x03 (2003)
- Give Me Five – serie TV, episodio 1x22 (2005)
- Drake & Josh – serie TV, episodio 2x16 (2006)
- Zack e Cody al Grand Hotel (The Suite Life of Zack and Cody) – serie TV, 4 episodi (2006)
- High School Musical, regia di Kenny Ortega (2006) - film TV
- High School Musical 2, regia di Kenny Ortega (2007) - film TV
- Robot Chicken – serie TV, episodio 4x19 (2009)
- Grease: Live, regia di Thomas Kail, Alex Rudzinski (2016) - film TV
- Powerless – serie TV, 12 episodi (2017)
- Rent: Live, regia di Michael Greif, Alex Rudzinski (2019) - film TV

### Doppiaggio
- My Little Pony: una nuova generazione - regia di Robert Cullen e José Ucha (2021)

## Teatro
- Dr. Seuss' How The Grinch Stole Christmas! The Musical (1998)
- Rent (2010)
- Gigi  (2015)

## Discografia

### Album in studio
- 2006 – V
- 2008 – Identified

### Singoli
- 2006 – Breaking Free (con Zac Efron)
- 2006 – Come Back to Me
- 2007 – Say OK
- 2007 – You Are the Music in Me (con Zac Efron e Olesya Rulin)
- 2008 – Sneakernight
- 2008 – Right Here, Right Now (con Zac Efron)
- 2017 – Reminding Me (con Shawn Hook)
- 2018 – Lay with Me (con i Phantoms)

### Singoli promozionali
- 2013 – $$$ex (con YLA)

## Tour
- 2006-2007: High School Musical: Il Concerto
- 2006-2007: The Cheetah Girls Concert (artista di apertura)
- 2008: Identified Summer Tour

## Doppiatrici italiane
Nelle versioni in italiano dei suoi film, Vanessa Hudgens è stata doppiata da:
- Letizia Ciampa in Thunderbirds, High School Musical, High School Musical 2, High School Musical 3: Senior Year, Bandslam - High School Band, Beastly, Sucker Punch, Viaggio nell'isola misteriosa, Spring Breakers - Una vacanza da sballo, Il cacciatore di donne, Non lasciarmi sola, Powerless, Dog Days, Nei panni di una principessa, Polar, Un cavaliere per Natale, Nei panni di una principessa: Ci risiamo!, Tick, Tick... Boom!, Nei panni di una principessa: Inseguendo la stella, La giusta vendetta, French Girl
- Francesca Manicone in Machete Kills, Grease: Live
- Benedetta Degli Innocenti in Bad Boys for Life, Bad Boys: Ride or Die
- Emanuela Damasio in Thirteen - 13 anni
- Perla Liberatori in Zack e Cody al Grand Hotel
- Alessia Navarro in Scherzi della natura
- Joy Saltarelli in Ricomincio da me

Da doppiatrice è stata sostituita da:
- Giulia Maniglio in My Little Pony - Una nuova generazione